# Oláh Emese
Oláh Emese magyar manöken, modell, fotómodell, ingatlanos. A 80-as évek manökenje.

## Élete

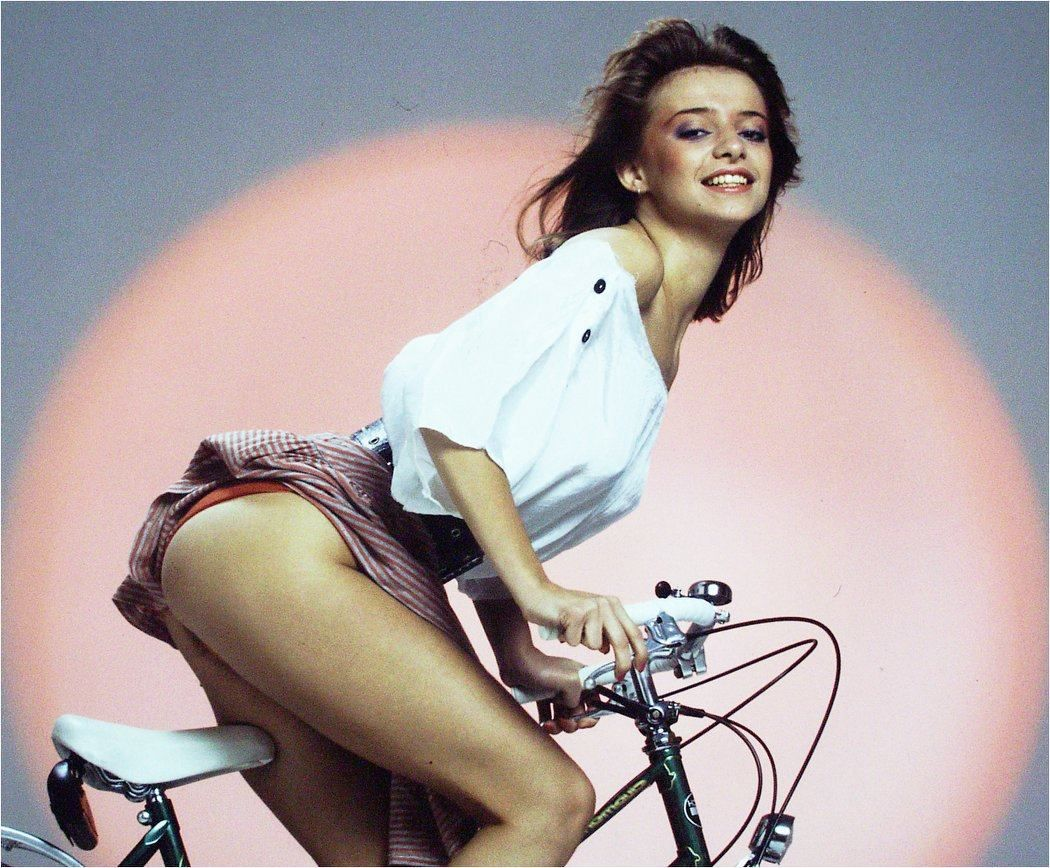
Tulok András fotója

A 80-as évek manökenje. Gyermekként kitűnt társai közül, nyolc évesen már színésznek készült. Szavalóversenyeken vett részt később, ahol helyezéseket szerzett.
Hirtelen került a szakmába, szinte átmenet nélkül hívták szerepelni, és fotózásokra. Fotói naptárakban, reklámkiadványokban, valamint a  magazinok címlapjain jelentek meg: Ez a Divat,  Ország-világ  újságokban, plakáton vagy filmben egyaránt látható volt. Fotói folyamatosan jelentek meg, kártyanaptárakon és egyéb kiadványokban is. Divatbemutatókon rendszeresen lépett fel, külföldön is.
Elsők között mehetett Bécs be dolgozni, ismert bécsi lapokban, plakátokon szerepelt.
Dolgozott reklámfilmekben, és kiemelkedő alakítása volt Gaál Albert rendező Túlsó part című filmjében (1982), ahol Oláh Emese Sándorfy barátnőjét alakította.
1995-ben indította a Morrison irodát, eredményes munkájáért Etikus ingatlanos védjegy használatára jogosult. Eladás, bérbeadás, hitel ügyekkel egyaránt foglalkozik. 
2021-ben jelentkezett egy lakberendező iskolába, melynek elvégzésével bővíteni szeretné az ügyfeleinek nyújtandó szolgáltatását.

## Fotósai voltak
Többek közt: Tulok András, Zétényi János, Lengyel Miklós, és Rózsavölgyi Gyöngyi fotóművészek.